# Xã Oakhill, Quận Barnes, Bắc Dakota
Xã Oakhill (tiếng Anh: Oakhill Township) là một xã thuộc quận Barnes, tiểu bang Bắc Dakota, Hoa Kỳ. Năm 2010, dân số của xã này là 51 người.